# USS John M. Bermingham (DE-530)
USS John M. Bermingham (DE-530) là một tàu hộ tống khu trục lớp Evarts được Hải quân Hoa Kỳ chế tạo trong Chiến tranh Thế giới thứ hai. Nó là chiếc tàu chiến duy nhất của Hải quân Mỹ được đặt theo tên Thiếu tá Hải quân John Michael Bermingham (1905-1942), người tạm quyền Hạm trưởng tàu khu trục Peary (DD-226), và đã tử trận khi Peary bị đánh chìm tại Darwin, Australia vào ngày 19 tháng 2, 1942; ông được truy tặng Huân chương Chữ thập Hải quân. Nó đã phục vụ cho đến khi chiến tranh kết thúc, xuất biên chế vào ngày 16 tháng 10, 1945 và xóa đăng bạ vào ngày 1 tháng 11, 1945. Con tàu bị bán để tháo dỡ vào tháng 3, 1946.

## Thiết kế và chế tạo
Những chiếc thuộc lớp tàu khu trục Evarts có chiều dài chung 289 ft 5 in (88,21 m), mạn tàu rộng 35 ft 1 in (10,69 m) và độ sâu mớn nước khi đầy tải là 8 ft 3 in (2,51 m). Chúng có trọng lượng choán nước tiêu chuẩn 1.140 tấn Anh (1.160 t); và lên đến 1.430 tấn Anh (1.450 t) khi đầy tải. Hệ thống động lực bao gồm bốn động cơ diesel General Motors Kiểu 16-278A nối với bốn máy phát điện để vận hành hai trục chân vịt; công suất 6.000 hp (4.500 kW) cho phép đạt được tốc độ tối đa 21 kn (24 mph; 39 km/h), và có dự trữ hành trình 4.150 nmi (4.780 mi; 7.690 km) khi di chuyển ở vận tốc đường trường 12 kn (14 mph; 22 km/h).
Vũ khí trang bị bao gồm ba pháo 3 in (76 mm)/50 cal trên tháp pháo nòng đơn có thể đối hạm hoặc phòng không, một khẩu đội 1,1 inch/75 caliber bốn nòng và chín pháo phòng không Oerlikon 20 mm. Vũ khí chống ngầm bao gồm một dàn súng cối chống tàu ngầm Hedgehog Mk. 10 (có 24 nòng và mang theo 144 quả đạn); hai đường ray Mk. 9 và tám máy phóng K3 Mk. 6 để thả mìn sâu.
John M. Bermingham được đặt lườn tại Xưởng hải quân Boston ở Boston, Massachusetts vào ngày 14 tháng 10, 1943. Nó được hạ thủy vào ngày 17 tháng 11, 1943; được đỡ đầu bởi bà Grace Joyce Bermingham, vợ góa Thiếu tá Bermingham, và nhập biên chế vào ngày 8 tháng 4, 1944 dưới quyền chỉ huy của Hạm trưởng, Thiếu tá Hải quân M. Beerman.

## Lịch sử hoạt động
Sau khi hoàn tất việc chạy thử máy huấn luyện tại vùng biển Bermuda, John M. Bermingham đi đến Charleston, South Carolina vào ngày 9 tháng 6, 1944 để bắt đầu làm nhiệm vụ hộ tống vận tải. Khởi hành vào ngày 14 tháng 6, nó hộ tống một đoàn tàu vận tải đi sang khu vực eo biển Manche, và sau khi đi đến Belfast, Bắc Ireland vào ngày 23 tháng 7, nó quay trở về Boston, Massachusetts vào ngày 2 tháng 8. Con tàu tiếp tục huấn luyện thực hành tại khu vực Casco Bay, Maine cho đến khi nó đi đến thành phố New York vào ngày 28 tháng 8 để tham gia vào một đoàn tàu vận tải đặc biệt.
Bermingham cùng các tàu hộ tống khác khởi hành vào ngày 19 tháng 9 để hộ tống một nhóm lớn những tàu kéo Lục quân và xà lan, nhằm sử dụng tại các cảng miên Bắc nước Pháp vừa mới được giải phóng. Thời tiết rất xấu tại Bắc Đại Tây Dương đã làm đắm nhiều tàu kéo và sà lan trên đường đi, và trải qua rất nhiều khó khăn đoàn tàu mới đến được Plymouth, Anh vào ngày 20 tháng 10. Sau một tuần lễ tìm kiếm những xà lan bị trôi dạt mất tích, con tàu tham gia một đoàn tàu vận tải cho hành trình quay trở về, và về đến New York vào ngày 21 tháng 11.
Sau một đợt huấn luyện, tiếp tục tham gia hộ tống các đoàn tàu vận tải thường lệ đi từ các cảng Hoa Kỳ sang Oran, Algeria, để tiếp tục hỗ trợ cho cuộc chiến tại Châu Âu. Nó thực hiện ba chuyến đi sang Oran trong những tháng tiếp theo, và quay trở về New York sau chuyến đi cuối cùng vào ngày 29 tháng 5, 1945, khi chiến tranh đã chấm dứt tại Châu Âu. Con tàu đi đến Miami, Florida vào ngày 20 tháng 7 để làm nhiệm vụ như một tàu huấn luyện, cho đến khi Thế Chiến II kết thúc hoàn toàn tại mặt trận Thái Bình Dương.
Bermingham đi đến Charleston, South Carolina vào ngày 9 tháng 9, nơi nó được cho xuất biên chế vào ngày 12 tháng 10, 1945. Con tàu bị bán để tháo dỡ vào tháng 3, 1946.

## Phần thưởng[1]
|  |  |  |
|  |  |  |

| Dãi băng Hoạt động Tác chiến (truy tặng) |                                                    |                                                    |                                      |
| Huân chương Chiến dịch Hoa Kỳ            | Huân chương Chiến dịch Châu Âu-Châu Phi-Trung Đông | Huân chương Chiến dịch Châu Âu-Châu Phi-Trung Đông | Huân chương Chiến thắng Thế Chiến II |